# Songs from Home
Songs from Home ist ein Soloalbum von Fred Hersch. Die im August 2020 entstandenen Aufnahmen erschienen am 6. November 2020 auf Palmetto Records.

## Hintergrund
Der Pianist Fred Hersch verließ während der COVID-19-Pandemie in New York City sein Loft in Manhattan und lebte in seinem Landhaus im Nordosten von Pennsylvania. Dort entstand sein Soloalbum in einem improvisierten Heimstudio. Dabei verarbeitete er die musikalischen Einflüsse seines damaligen Lebens in seinem Familienheim in Ohio. Daraus entstand ein Album (Songs from Home) mit Songmaterial, darunter auch ein paar Jazzstandards (wie „After You’ve Gone“, ein Hit aus den 1920er-Jahren und Duke Ellingtons „Solitude“), „und einige, die nicht unbedingt Jazz sind, sondern in seiner (und unserer kollektiven) Erinnerung herumschweben.“ In diesem Rezital bestand Herschs Gesamtansatz im Wesentlichen darin, den Hauptthemen jeder Komposition treu zu bleiben, aber das rhythmische Muster in vielerlei Hinsicht durch den Improvisationsprozess zu erweitern, notierte Pierre Giroux.
Zu den gespielten Stücken gehört „Wouldn't It Be Loverly“ (ein Song von Frederick Loewe aus My Fair Lady), Jimmy Webbs „Wichita Lineman“, ein Hit für Glen Campbell im Jahr, Joni Mitchells „All I Want“, ein Lied aus Mitchells Album Blue (1971), das den Pianisten in seinen Jahren an der Highschool begleitete, und „When I’m Sixty-Four“, ein Song vom Beatles-Album Sgt. Pepper’s Lonely Hearts Club Band von 1967, eine Anspielung darauf, dass der Pianist im Oktober 2020 seinen 65. Geburtstag feierte.
Hersch selbst meinte zu seinem Album: „Ich wollte keine Easy Listening-Aufnahme machen, aber ich wollte Musik spielen, die die Menschen glücklich macht.“

## Titelliste
- Fred Hersch: Songs from Home (Palmetto Records PM2197)[4]

1. Wouldn't It Be Loverly (Frederick Loewe) 6:13
2. Wichita Lineman (Jimmy Webb) 5:53
3. After You've Gone (Turner Layton) 5:19
4. All I Want (Joni Mitchell) 7:18
5. Get Out of Town (Cole Porter) 4:42
6. West Virginia Rose (Hersch) / The Water Is Wide (trad.) 5:49
7. Sarabande (Hersch) 5:57
8. Consolation (A Folk Song) (Kenny Wheeler) 5:10
9. Solitude (Duke Ellington) 6:08
10. When I’m Sixty-Four (Lennon/McCartney) 5:08

## Rezeption
Nach Ansicht von Pierre Giroux, der das Album in All About Jazz rezensierte, spielt Fred Hersch mit einer Eitelkeit und Unkonventionalität, die das Interesse des Hörers aufrechterhalten soll, was stets gelingt.

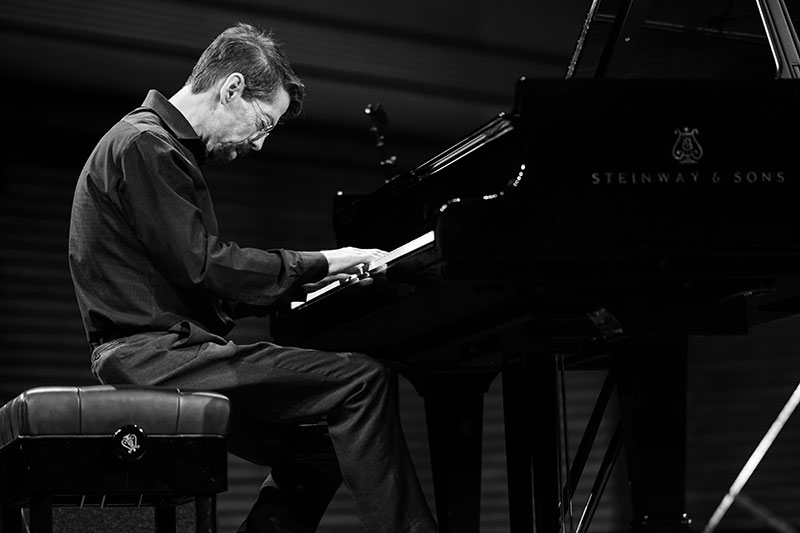
Fred Hersch auf dem Reykjavik Jazz Festival 2017

Ebenfalls in All About Jazz schrieb Victor L. Schermer, das Album habe die Anmutung stiller Selbstbeobachtung; es „lässt den Geist und die Musik gehen, wohin sie wollen, und kehrt zu etwas zurück, dass in einer Melodie oder einer Idee zentral ist, wie freie Assoziation, wie ein Strom des Bewusstseins.“ Dies sei ein Album, das einem etwas Zeit mit „Gedanken und Erinnerungen in einem ruhigen Raum geben wird, in dem man zu Hause ist. Zuhause ist dort, wo das Herz ist, und Zuhause ist der Ort des Friedens, an dem wir uns zugehörig fühlen. Wieder einmal hat Fred Hersch uns einen Teil von sich selbst und unserer kollektiven Liebe zur Musik gegeben und eine Botschaft der Stille und Hoffnung inmitten der Leiden, die wir im Leben erfahren und die er selbst mit Ehrlichkeit, Mut und Anmut erlebt hat“.
Sebastian Scotney (London Jazz News) griff Herschs Anmerkungen in den Liner Notes auf, in denen er die Hoffnung äußerte, dass diese Auswahl an Liedern, die ihm etwas bedeuten, den Hörern in diesen Tagen etwas Wärme verleihe und inneren Frieden gebe. „Dies sei eine Hoffnung,“ so der Autor, „die sich hervorragend erfüllt habe. Dieses Album sei eine wahre Freude, vielleicht sogar ein Meisterwerk.“
Nach Ansicht von Doug Collette (Glide Magazine) sei Songs from Home eine beeindruckende Geste des Einfühlungsvermögens, da Herschs Materialwahl darin bestehe, seine eigenen Reaktionen auf die restriktiven Umstände mit den Hörern zu teilen. Die elegische Tiefe in „Wouldn't It Be Loverly“ würde letztendlich die [Pandemie-bedingte] traurige Atmosphäre übersteigen: Bis die sechs Minuten plus des Openers zu Ende sind, ist der Pianist zu einer eher unbeschwerten Haltung durchgebrochen, auf die das Wortspiel im Titel hinweise. Nicht allein mit der Auswahl der Songs, schrieb Collette weiter, so doch auf ihre eigene Art und Weise, eine zeitlose Qualität hätten, verwandelt sie dieser begabte Musiker schlicht und einfach in Behaglichkeit. Wiederum seien es jedoch nicht nur Herschs Entscheidungen, sondern auch seine aufschlussreichen Lesarten, die sie bewegend machen, und ebenso übersteige seine prüfende Interpretation von Joni Mitchells „All I Want“ selbst diese ergreifendsten Erinnerungen.
George W. Harris (Jazz Weekly) findet Herschs Album „absolut atemberaubend“. Neben der impressionistischen Interpretation von Joni Mitchells „All I Want“ und dem tief reflektiven „Solitude“ sei auch Herschs eigene Komposition „West Virginia Rose“ wunderbar besinnlich.